# Phileurus youngi
Phileurus youngi är en skalbaggsart som beskrevs av Brett C.Ratcliffe 1988. Phileurus youngi ingår i släktet Phileurus och familjen Dynastidae. Inga underarter finns listade i Catalogue of Life.